# شهنك سقاوة (مارغون)
شهنك سقاوة (بالفارسية: شهنک سقاوه) هي قرية تقع في إيران في قسم مارغون الريفي.